# 望月ちひろ
望月 ちひろ（もちづき ちひろ、1991年8月30日 - ）は、日本の元AV女優。
身長:151cm。スリーサイズ:B85(E-65)・W58・H84cm。血液型:O型。趣味:テニス。

## 略歴
香川県出身。2010年7月に『新人×アリスJAPAN』でデビューした、ショートヘアのAV女優。
現在は引退している。

## 出演作品

### アダルトビデオ
2010年
- 新人×アリスJAPAN（7月9日、アリスJAPAN）
- グチョ濡れ女子高生（8月13日、アリスJAPAN）
- セクサポ セックスでニッポンを元気にする!（9月10日、アリスJAPAN）
- ノーパンノーブラガール（10月8日、アリスJAPAN）
- いやらしい接吻と交尾（11月12日、アリスJAPAN）
- 部員の目の前で犯されるマネージャー（12月10日、アリスJAPAN）

2011年
- あなたの朝勃ちヌキに行きます。4（1月1日、フルセイル）※「ちーちゃん」名義
- 漏れ続ける失禁潮吹き（1月8日、SODクリエイト）
- NEW REC CASE-09（7月21日、プレステージ）
- 関西ショップ店員のいやらしい営み・ちひろ（9月25日、オーロラプロジェクト）
- 妹の美尻 3（10月15日、ケー・トライブ）
- あねちち 3（12月15日、ケー・トライブ）